# Cantón de Saint-Sulpice-les-Champs
El cantón de Saint-Sulpice-les-Champs era una división administrativa francesa, que estaba situada en el departamento de Creuse y la región de Limusín.

## Composición
El cantón estaba formado por once comunas:
- Ars
- Banize
- Chamberaud
- Chavanat
- Fransèches
- Le Donzeil
- Sous-Parsat
- Saint-Avit-le-Pauvre
- Saint-Martial-le-Mont
- Saint-Michel-de-Veisse
- Saint-Sulpice-les-Champs

## Supresión del cantón de Saint-Sulpice-les-Champs
En aplicación del Decreto nº 2014-161 de 17 de febrero de 2014, el cantón de Saint-Sulpice-les-Champs fue suprimido el 22 de marzo de 2015 y sus 11 comunas pasaron a formar parte; diez del nuevo cantón de Ahun y una del nuevo cantón de Aubusson.